# Brieva
Brieva is een gemeente in de Spaanse provincie Segovia in de regio Castilië en León met een oppervlakte van 13,70 km². Brieva telt 85 inwoners (1 januari 2016).

## Demografische ontwikkeling
Bron: INE, 1857-2011: volkstellingen